# Борислав (село)
Борислав (болг. Борислав) — село в Болгарии. Находится в Плевенской области, входит в общину Пордим. Население составляет 218 человек.

## Политическая ситуация
В кметстве Борислав должность кмета (старосты) исполняет Огнян Тодоров Андреев (партия «Граждане за европейское развитие Болгарии» (ГЕРБ)) по результатам выборов 2007 года.
Кмет (мэр) общины Пордим — Детелин Радославов Василев (независимый) по результатам выборов 2007 года.